# Kari Kimmel
Kari Meredyth Kimmel (Boca Raton, 16 de abril de 1978), mais conhecida como Kari Kimmel, é uma cantora, compositora e produtora musical norte-americana. Ela é conhecida pela sua música-tema It's Not Just Make Believe para Ella Enchanted, pela música-tema Black para o trailer de The Walking Dead, seu cover de Cruel Summer para Cobra Kai, e pela música-tema Where You Belong para The Fosters. Sua música abrange o gênero pop rock.

## Vida e carreira
Kimmel nasceu e foi criado em Boca Raton, Flórida. Pouco depois de terminar o ensino médio, ela se mudou para Los Angeles para iniciar sua carreira na música.
Ela começou sua carreira musical quando foi escalada para cantar a música-tema It's Not Just Make Believe do filme live-action da Disney de 2004, Ella Enchanted. Kimmel também apareceu no videoclipe, exibido na Rádio Disney. Kimmel já fez colaboração para Randy Spendlove, o presidente de música cinematográfica da Miramax na época, na qual se envolveu em mais de 20 projetos de filmes.
Kimmel já produziu várias músicas licenciadas para mais de 650 materiais audiovisuais, e sua música também foi usada em anúncios do Google e da Nissan, e no popular videogame The Sims. Sua música Let's Light It Up foi usada pela lutadora da WWE, AJ Lee como tema de entrada.
Ela também escreveu canções que foram gravadas por artistas notáveis, incluindo The Backstreet Boys, Kesha, Joe Jonas, Demi Lovato e Gloria Gaynor. Ela também cantou backing vocals para Ringo Starr, Bruce Springsteen, Alicia Keys, John Legend, Stevie Wonder, John Mayer, Willie Nelson e Pharrell Williams.
Kimmel lançou cinco álbuns solo, intitulados como A Life in the Day, Out of Focus, From the Vault, Go e Black. E um sexto álbum solo Gold & Glitter foi lançado em 25 de maio de 2018, na qual teve sua faixa-título apresentada no filme de comédia Blockers de 2018.
Em 2015, Kimmel fundou sua própria empresa de licenciamento, Glow Music Group.

## Canções que aparecem em filmes e séries de TV
| Ano  | Filme/Série de TV                                                      | Canção                           | Créditos |
| ---- | ---------------------------------------------------------------------- | -------------------------------- | --- |
| 2003 | The Young and the Restless "Episode #1.7770"                           | "Higher"                         | Realizada por Kari Kimmel Escrito por Kari Kimmel, David Kurtz e Jack Allocco                                                                      |
| 2004 | 8 Simple Rules "Opposites Attract: Part 2"                             | "Wonderful Day"                  | Realizada por Kari Kimmel Escrito por Kari Kimmel, Joel Parkes e Shaun Shankel                                                                     |
| 2004 | Shall We Dance?                                                        | "Taking a Ride"                  | Realizada por Kari Kimmel Escrito por Kari Kimmel e Chris Pelcer                                                                                   |
| 2004 | The Young and the Restless "Episode #1.7906"                           | "Broken"                         | Realizada por Kari Kimmel Escrito por Kari Kimmel, David Kurtz e Jack Allocco                                                                      |
| 2004 | The Young and the Restless "Episode #1.7930"                           | "Try So Hard"                    | Realizada por Kari Kimmel Escrito por Kari Kimmel, David Kurtz e Jack Allocco                                                                      |
| 2004 | Ella Enchanted                                                         | "It's Not Just Make Believe"     | Realizada por Kari Kimmel Escrito por Russ Desalvo e Amy Powers                                                                                    |
| 2004 | Chestnut: Hero of Central Park                                         | "Wonderful Day"                  | Realizada por Kari Kimmel Escrito por Kari Kimmel, Joel Parkes e Shaun Shankel                                                                     |
| 2005 | The Young and the Restless "Episode #1.8146"                           | "It's Over Now"                  | Realizada por Kari Kimmel Escrito por Kari Kimmel                                                                                                  |
| 2006 | The Young and the Restless "Episode #1.8312"                           | "It's Over Now"                  | Realizada por Kari Kimmel Escrito por Kari Kimmel                                                                                                  |
| 2006 | The Young and the Restless "Episode #1.8323"                           | "It's Over Now"                  | Realizada por Kari Kimmel Escrito por Kari Kimmel                                                                                                  |
| 2006 | The Young and the Restless "Episode #1.8865"                           | "It's Over Now"                  | Realizada por Kari Kimmel Escrito por Kari Kimmel                                                                                                  |
| 2006 | The Young and the Restless "Episode #1.8926"                           | "It's Over Now"                  | Realizada por Kari Kimmel Escrito por Kari Kimmel                                                                                                  |
| 2006 | The Cutting Edge: Going for the Gold                                   | "Taking A Ride"                  | Realizada por Kari Kimmel Escrito por Kimmel e Chris Pelcer                                                                                        |
| 2006 | Pepper Dennis "Frat Boys May Lose Their Manhood: Film at Eleven"       | "Before You"                     | Realizada por Kari Kimmel Escrito por Kari Kimmel e Tom DeLuca                                                                                     |
| 2006 | So You Think You Can Dance "Dancers Cut to 20"                         | "It Must Have Been Love"         | Realizada por Kari Kimmel |
| 2006 | America's Next Top Model "The Girl Who Marks Her Territory"            | "When I Finally Get to See You"  | Realizada por Kari Kimmel Escrito por Kari Kimmel                                                                                                  |
| 2006 | Laguna Beach: The Real Orange County "Show Them What You've Got"       | "Taking A Ride"                  | Realizada por Kari Kimmel Escrito por Kari Kimmel e Chris Pelcer                                                                                   |
| 2006 | Laguna Beach: The Real Orange County "The Thrill of the Hunt"          | "Incomplete"                     | Realizada por Kari Kimmel, Sabelle Breer, Rob Fusari, Bill Lee, Calvin Gaines, Lindy Robbins, Dan Muckala e Jess Cates                             |
| 2007 | Girl, Positive                                                         | "Fly"                            | Realizada por Kari Kimmel Escrito por Kari Kimmel e Busbee (songwriter)                                                                            |
| 2007 | Victoria Beckham: Coming to America                                    | "Taking A Ride"                  | Realizada por Kari Kimmel Escrito por Kari Kimmel e Chris Pelcer                                                                                   |
| 2007 | Decision House                                                         | "Make It Right" (theme song)     | Escrito por Kari Kimmel e Devin Powers |
| 2007 | Kim Possible "Graduation Part 2"                                       | "This Is Our Year"               | Realizada por Kari Kimmel com Drew Seeley |
| 2007 | Custody (film)                                                         | "Taking A Ride"                  | Realizada por Kari Kimmel Escrito por Kari Kimmel e Chris Pelcer                                                                                   |
| 2007 | The Haunting of Sorority Row                                           | "Can't Be Everything"            | Realizada por Kari Kimmel Escrito por by Kari Kimmel e Busbee (songwriter)                                                                         |
| 2007 | Holiday in Handcuffs                                                   | "Taking A Ride"                  | Realizada por Kari Kimmel Escrito por Kari Kimmel e Chris Pelcer                                                                                   |
| 2007 | The Hills "The Best Night Ever"                                        | "Notice Me"                      | Realizada por Kari Kimmel Escrito por Kimmel e Shaun Shankel                                                                                       |
| 2007 | The Hills "What Goes Around"                                           | "Naked"                          | Escrito por Kari Kimmel |
| 2008 | The Hills "Paris Changes Everything"                                   | "Incomplete"                     | Realizada por Backstreet Boys Escrito por Kari Kimmel, Sabelle Breer, Rob Fusari, Bill Lee, Calvin Gaines, Lindy Robbins, Dan Muckala e Jess Cates |
| 2008 | The Hills "Girls Night Out"                                            | "Let It Go"                      | Realizada por Kari Kimmel Escrito por Kari Kimmel                                                                                                  |
| 2008 | The Hills "Mr. and Mrs. Pratt"                                         | "Remember"                       | Realizada por Kari Kimmel Escrito por Kari Kimmel                                                                                                  |
| 2008 | Guiding Light "Episode #1.15423"                                       | "Maybe I Can Be"                 | Realizada por Kari Kimmel Escrito por Kari Kimmel                                                                                                  |
| 2008 | Tinker Bell (film)                                                     | "Fly With Me"                    | Realizada por Kari Kimmel |
| 2008 | Wall-E                                                                 | "Didn't You See the Movie"       | Realizada por Kari Kimmel Escrito por Kimmel e Busbee (songwriter)                                                                                 |
| 2009 | Bitter/Sweet (2009 film)                                               | "Notice Me"                      | Realizada por Kari Kimmel Escrito por Kari Kimmel e Shaun Shankel                                                                                  |
| 2009 | Princess Protection Program                                            | "Is It Just Me"                  | Realizada por Kari Kimmel |
| 2009 | Ruby (TV series) "Training Daze"                                       | "Taking A Ride"                  | Realizada por Kari Kimmel Escrito por Kari Kimmel e Chris Pelcer                                                                                   |
| 2009 | Leave It to Lamas "Babes in Bikerland"                                 | "Taking A Ride"                  | Realizada por Kari Kimmel Escrito por Kari Kimmel e Chris Pelcer                                                                                   |
| 2010 | Greek (TV series) "I Know What You Did Last Summer"                    | "Remember"                       | Realizada por Kari Kimmel Escrito por Kari Kimmel                                                                                                  |
| 2010 | Bad Girls Club "Amber Alert!"                                          | "Own It"                         | Realizada por Kari Kimmel Escrito por Kari Kimmel                                                                                                  |
| 2010 | Bad Girls Club "Amber Alert!"                                          | "Great Big World"                | Realizada por Kari Kimmel Escrito por Kari Kimmel                                                                                                  |
| 2010 | Bad Girls Club "Clip Show"                                             | "Great Big World"                | Realizada por Kari Kimmel Escrito por Kari Kimmel                                                                                                  |
| 2010 | Bad Girls Club "The Puppet Master"                                     | "Vegas Baby"                     | Realizada por Kari Kimmel Escrito por Kari Kimmel                                                                                                  |
| 2010 | The Family Tree                                                        | "Shut the Fuck Up"               | Realizada por Kari Kimmel Escrito por Kari Kimmel                                                                                                  |
| 2010 | First Love, Second Chance "Chris and Pam"                              | "One Day You'll Be Fine"         | Realizada por Kari Kimmel Escrito por Kari Kimmel                                                                                                  |
| 2010 | Space Dogs 3D                                                          | "Watching Over You"              | Realizada por Kari Kimmel Escrito por Kari Kimmel                                                                                                  |
| 2010 | Space Dogs 3D                                                          | "I Got You"                      | Realizada por Kari Kimmel Escrito por Kari Kimmel e Joe Corcoran                                                                                   |
| 2010 | The Real World: Washington D.C. "Sisterhood and Brotherly Love"        | "Great Big World"                | Realizada por Kari Kimmel Escrito por Kari Kimmel                                                                                                  |
| 2010 | The Real World: Washington D.C. "Out of the Closet and Onto the Stage" | "One Day You'll Be Fine"         | Realizada por Kari Kimmel Written by Kari Kimmel                                                                                                   |
| 2010 | 10 Things I Hate About You "Don't Trust Me"                            | "Pink Balloon"                   | Realizada por Kari Kimmel Escrito por Kari Kimmel                                                                                                  |
| 2010 | Fly Girls "Cabin Pressure"                                             | "Let It Go"                      | Realizada por Kari Kimmel Escrito por Kari Kimmel                                                                                                  |
| 2010 | Mercy "Too Much Attitude and Not Enough Underwear"                     | "Low"                            | Realizada por Kari Kimmel Escrito por Kari Kimmel                                                                                                  |
| 2010 | What Chili Wants "The Calendar Model"                                  | "Own It"                         | Realizada por Kari Kimmel Escrito por Kari Kimmel                                                                                                  |
| 2010 | Pretty Little Liars "The Jenna Thing"                                  | "Remember"                       | Realizada por Kari Kimmel Escrito por Kari Kimmel                                                                                                  |
| 2010 | Battle of the Wedding Designers "Rock and Roll Wedding Design"         | "Remember"                       | Realizada por Kari Kimmel Escrito por Kari Kimmel                                                                                                  |
| 2010 | Reviving Ophelia                                                       | "Remember"                       | Realizada por Kari Kimmel Escrito por Kari Kimmel                                                                                                  |
| 2010 | Reviving Ophelia                                                       | "Save Me"                        | Realizada por Kari Kimmel Escrito por Kari Kimmel                                                                                                  |
| 2010 | Life Unexpected "Plumber Cracked"                                      | "Trouble"                        | Realizada por Kari Kimmel Escrito por Kari Kimmel                                                                                                  |
| 2011 | iCarly                                                                 | "Call Me"                        | Realizada por Kari Kimmel Escrito por Kari Kimmel                                                                                                  |
| 2011 | My Future Boyfriend                                                    | "Call Me"                        | Realizada por Kari Kimmel Escrito por Kari Kimmel                                                                                                  |
| 2011 | The Nine Lives of Chloe King "Pilot"                                   | "Brand New Day"                  | Realizada por Kari Kimmel Escrito por Kari Kimmel                                                                                                  |
| 2011 | The Lying Game "East Of Emma"                                          | "Go"                             | Realizada por Kari Kimmel |
| 2011 | WWE                                                                    | "Let's Light It Up (AJ's Theme)" | Realizada por Kari Kimmel Escrito por Kari Kimmel e Jim Johnston                                                                                   |
| 2012 | The Lying Game "No Country for Young Love"                             | "One Day You'll Be Fine"         | Realizada por Kari Kimmel Escrito por Kari Kimmel                                                                                                  |
| 2012 | Being Human "Mama Said There'd Be Decades Like These"                  | "Black"                          | Realizada por Kari Kimmel Escrito por Kari Kimmel                                                                                                  |
| 2012 | The Walking Dead Season 3 Trailer                                      | "Black"                          | Realizada por Kari Kimmel Escrito por Kari Kimmel                                                                                                  |